# Бекешево (Кугарчинский район)
Бекешево (баш. Бикеш) — село в Кугарчинском районе Республики Башкортостан Российской Федерации. Входит в состав Новопетровского сельсовета.

## География

### Географическое положение
Расстояние до:
- районного центра (Мраково): 17 км,
- центра сельсовета (Саиткулово): 5 км,
- ближайшей ж/д станции (Мелеуз): 84 км.

## Население
| 2002 | 2009 | 2010 |
| ---- | ---- | ---- |
| 182  | ↗189 | ↗192 |

Национальный состав
Согласно переписи 2002 года, преобладающие национальности — русские (50 %), башкиры (48 %).